# Extremoduro
Extremoduro fue un grupo español de rock fundado por Roberto Iniesta en la ciudad extremeña de Plasencia en 1987 que se mantuvo activo hasta su disolución en diciembre de 2019.
Ellos mismos definieron su estilo como rock transgresivo, basado en un estilo de rock duro agresivo con letras explícitas que tratan temas terrenales y marginales —como el sexo, las drogas y el amor— en contraste con frecuentes alusiones poéticas. Con el tiempo la poesía acabó predominando aun más en la lírica, mientras que a la composición musical se le fue dotando de una mayor complejidad instrumental.
La audacia de su propuesta musical les llevó a tener más dificultades de prosperar en sus comienzos así como diversos cambios en la formación de la banda. El líder fundador, Roberto Iniesta —también conocido simplemente como «Robe»— , ha sido el único miembro estable a lo largo de su historia, aunque el guitarrista y productor Iñaki Antón «Uoho» inició su colaboración con el grupo en 1993 integrándose paulatinamente hasta ser el miembro más activo junto al propio Robe.
Sin embargo, la popularidad de la banda se acrecentó mucho a nivel nacional en 1996 con la publicación del álbum Agila aunque diversas circunstancias, como la falta de elementos promocionales, les hizo posponer sus actuaciones en otros países durante varios años. Tras conseguir certificar numerosos discos de platino, La ley innata se convirtió en el primero de sus álbumes de estudio en llegar al primer puesto de las listas de venta españolas; logro que repitieron Material defectuoso y Para todos los públicos. Su estatus de banda de culto fuera de su país de origen, les llevó a actuar por primera vez en América Latina en 2012 incrementando así su éxito y alcance internacional.
Es considerada por numerosos críticos de música como una de las bandas más importantes e influyentes de la historia del rock español. Muchos artistas de diversos estilos se inspiran en ellos o han mostrado públicamente su admiración.
A pesar de haber contado con escasa promoción y apoyo mediático especialmente en sus inicios, en 2013 ya habían conseguido vender más de tres millones de discos.

## Historia

### Los inicios

#### Primeros sellos discográficos (1987-1991)

Logo de Extremoduro utilizado desde los inicios de la banda.

Tras la ruptura de la banda Dosis Letal que Roberto Iniesta había formado en 1983 junto al guitarrista Luisma Beltrán, el vocalista Juano y el baterista Zósimo «Zosi» Pascual —además de la ayuda puntual de Paco Doniga como bajista—; se decidió a formar una nueva banda en 1987 en Plasencia —ciudad situada en la provincia extremeña de Cáceres— bajo el nombre de Extremoduro.
Extremoduro eran inicialmente el propio Robe a la voz y guitarra, Kaíto al bajo y William a la batería. Con ellos, Robe acudió a Madrid y grabó su primera maqueta que incluía dos temas: «Extremaydura» y «Romperás». Sin embargo, esta primera formación duró solo unos meses que acabaron con un parón, tras el cual Robe decidió reactivar el grupo encontrando a Gonzalo «Salo» y Luis «von Fanta», antiguos miembros de la banda placentina Los Dogos, para que sustituyeran a Kaíto y William respectivamente. Con esta formación y ante la dificultad que encontraban para poder grabar un disco, decidieron ir vendiendo papeletas canjeables por una copia de la maqueta cuando esta fuera grabada y editada. Llegaron a vender 250 de estos resguardos, por lo que se encerraron en los estudios Duplimatic en enero de 1989 y editaron una tirada de mil copias de esta primera maqueta, titulada Rock transgresivo, que distribuyeron por la región extremeña y la enviaron a discográficas, concursos y programas de radio.
La distribución de esta maqueta empezó a llamar la atención dentro y fuera de su Plasencia natal. Tanto fue así que el programa de televisión Plastic los llamó para grabar dos vídeos con los temas «Extremaydura» y «Jesucristo García», utilizando el audio de la maqueta, y además quedaron seleccionados para la final del trofeo nacional Yamaha, en el que quedaron terceros. Fue en esta final en la que un cazatalentos del sello discográfico independiente Avispa se fijó en ellos y empezaron las negociaciones para la publicación de su primer álbum de estudio, Tú en tu casa, nosotros en la hoguera. Para afrontar dicha grabación tuvieron que pedir el dinero prestado a un amigo de Robe y de esta manera es como entraron a grabarlo en el estudio M-20 en Madrid. La banda a menudo se mostró descontenta con el resultado de la grabación pues el álbum fue realizado, como los mismos Extremoduro afirmaban: «con muchas prisas y pocos medios».
Al fin, el primer vídeo que grabaron para Plastic, «Extremaydura», fue emitido el 19 de enero de 1990. La controversia que generó la explícita letra de dicha canción llevó al segundo vídeo a aparecer solamente en Plast-X de TVE Cataluña el 29 de abril del mismo año.
A mediados de 1990, Robe decidió reestructurar la banda para facilitar las actuaciones en directo y empezó a centrarse en las labores vocales quedando como guitarrista de apoyo, de forma que Salo pasó a ser guitarrista principal y la vacante de bajista la cubrió Carlos el Sucio. En 1991 empezaron a iniciarse las gestiones con Avispa para la grabación del segundo disco, pero por problemas con las dietas y ante las pocas expectativas de futuro que el sello les ofrecía, decidieron romper su contrato y fichar por el sello Área Creativa de Pasión Cía. Discográfica; de nuevo una compañía independiente, pero que les ofrecía mejores medios y condiciones. Con ellos se grabó el segundo disco, Somos unos animales, en dos semanas en los estudios AudioMadrid y se publicó en julio de 1991. El vocalista y guitarrista Rosendo Mercado, tras recibir unas maquetas que le envió el grupo, apareció en el estudio para colaborar en dos temas aportando su voz y guitarra en sendas grabaciones.

#### Paso a la discográfica multinacional (1991-1993)
El grupo empezó a crecer y expandirse aunque las diferencias económicas por no cobrar derechos de autor les llevó irremediablemente a romper relaciones con Pasión. Esto hizo que a finales de 1991 ficharan por DRO (Discos Radiactivos Organizados), lo que les permitía una mejor distribución y promoción así como mejores medios para sus posteriores publicaciones.
Cuando Extremoduro fichó con el sello DRO en 1991, era uno de los independientes más grandes del país y estaba en pleno proceso de venta a Warner Music, una de las multinacionales más importantes del sector. El bajista Carlos les puso en contacto con un cazatalentos de esa compañía, José Antonio Gómez. Se reunieron con este último y el director artístico José Carlos Sánchez haciendo posible el fichaje del grupo ofreciéndoles unas condiciones contractuales mucho mejores que las de sus anteriores discográficas.
En ese mismo año de 1992 vio la luz el tercer disco de estudio, Deltoya, un trabajo que se originó como un proyecto ajeno a la banda, llamado Extremozoide, aunque diversas circunstancias hicieron que hubiera de publicarse como un disco más de Extremoduro. El disco contó con varias colaboraciones, destacando la del vocalista y guitarrista argentino Ariel Rot —exintegrante de Tequila, entonces en Los Rodríguez— en el tema «Volando sólo». No sería la última vez que Robe concebía un proyecto independiente de su grupo, ni tampoco la última vez que no pudo mantener esa independencia. Robe declaró que faltaba tiempo para pulir algunos detalles del álbum, pero la compañía, por aquel entonces, no les daba la oportunidad de hacerlo.

#### Los años adversos (1993-1995)
En el seno del grupo se avecinaban grandes cambios debido al desgaste que provocaban sus carreras artísticas al tiempo que Robe ideaba formar un grupo que funcionara en paralelo con Extremoduro. Durante la transición de año, Roberto se mudó a Barcelona y creó los Q3 formado por Eugenio «Uge» Ortiz a la guitarra, Ramón «Mon» Sogas al bajo, Jorge Pérez el Moja a la batería y él mismo. La falta de motivación, en parte provocada por la separación geográfica de sus miembros, se acrecentó en Extremoduro provocando que Luis «von Fanta» dejara el grupo y, poco tiempo después de abandonarlo, el bajista Carlos el Sucio lo hiciera también.
Robe dedicó todo ese tiempo a componer y propuso a la discográfica grabar un álbum en solitario, pero luego prefirió rechazar la precaria oferta que le propusieron. Así que Robe decidió incluir a Jorge el Moja como batería para cubrir la baja de Luis y, un tiempo después, a Ramón Sogas como bajista para suplir la de Carlos; además de incluir un segundo bajista, Miguel Ferreras.
En mayo de 1993, José Luis Nieto «Selu», saxofonista de la banda Reincidentes, propuso a Robe crear un álbum musical compuesto de un solo tema. Así es como se reunieron Diego Garay, bajista de la banda Quemando Ruedas; Gari, batería de la banda Quattro Clavos; Iñaki Antón «Uoho», guitarrista de la banda Platero y Tú; Selu y Robe para formar el proyecto La Pedrá. Después de que Roberto Iniesta compusiera dicho tema, en agosto de 1993 entró la nueva banda a grabar el material pero el álbum no se publicaría hasta un año y medio después de crearlo ya que les faltaba dinero para afrontar la grabación y, al final, tuvieron que aceptar que la autoría se atribuyese a Extremoduro para que la discográfica concediera lanzarlo al mercado.
Tras grabar en Vizcaya dicho trabajo, en ese mes de agosto el guitarrista Salo dejó la formación y lo sustituyó Uge, el único miembro de los Q3 que aún no era parte de Extremoduro oficialmente. Fue esta formación la que, durante los conciertos de ese mismo año y el siguiente, harían que esta época se conociera como la «era del caos» por la anarquía e imprevisión de sus actuaciones. No era algo nuevo que en esta primera época las drogas fueron compañeras inseparables del grupo, sin embargo, la banda andaba más descontrolada que nunca. Era frecuente que los miembros actuaran en estado de embriaguez, que Robe provocara al público asistente, que se le olvidara la letra de las canciones o que abandonara el concierto sin razón aparente. Finalmente, entraron a grabar el álbum ¿Dónde están mis amigos?, cuya grabación y mezclas se realizaron en tres semanas y, por primera vez, fue producido por un productor profesional, Ventura Rico. En este álbum, el desapego y sentimiento de soledad resalta más que en otras grabaciones, probablemente a causa de las vivencias personales de Robe durante la época en que fue compuesto y grabado.
En 1994, y nuevamente gracias a la envergadura de DRO, Extremoduro vio la oportunidad de relanzar su primer trabajo, contando para ello con la ayuda de Iñaki Antón, que poco a poco fue involucrándose más en el grupo. La maqueta primitiva Rock transgresivo grabada en enero de 1989 fue remezclada, además de añadirse nuevas pistas y arreglos, especialmente de guitarra y teclados a cargo de Iñaki. Además, Robe incluyó tres temas acústicos que aparecieron en el álbum recopilatorio Robe, mi pequeña historia distribuido por ellos mismos. Finalmente el nombre del nuevo álbum de estudio sería el mismo que el de la maqueta primitiva de cuya base se partió, Rock transgresivo, y de esta manera es como este nuevo álbum de estudio fue destinado a sustituir a la grabación y producción del álbum original publicado bajo el sello discográfico Avispa.
Durante esta caótica época, las desavenencias en la banda se acrecentaron una vez más. De esta manera; a Uge, Miguel y el Moja se les negó una renegociación de sus condiciones abandonando así la banda por diferencias económicas. Roberto tuvo que acudir a los miembros que grabaron el álbum Pedrá para afrontar los conciertos que ya tenían contratados. Después de afrontar dichas actuaciones, Robe le pidió a Iñaki Antón que le buscara nuevos músicos para la banda. Así es como el guitarrista Iñaki Setién «Milindris» y el batería Alberto Gil «Capi», provenientes de las bandas Zer Bizio? y Quemando Ruedas, respectivamente, ya formaban parte de la banda en la segunda mitad del año 1994.
Con esta nueva formación realizaron la gira de promoción de Pedrá ya que DRO, al fin, publicó dicho álbum en febrero de 1995. La compañía discográfica también se decidió por reeditar Somos unos animales puesto que no tenían que comprar los derechos del álbum, ya que Pasión solo se encargó de la edición y distribución del álbum. En este caso, la producción era notablemente superior a la de su álbum debut, así que no modificaron la grabación.

### El éxito nacional

#### Ascenso a la popularidad (1995-1997)

Segundo logo de Extremoduro usado principalmente durante los años 1996-1997.

A finales de ese mismo año, Extremoduro volvió a entrar al estudio para grabar Agila, probablemente el punto de inflexión en la trayectoria de la banda y con el que consiguieron su primer disco de oro. La banda viajó a Madrid a finales de noviembre de 1995 para registrar los temas en los estudios BOX y después fue editado en Lorentzo Records, en Vizcaya. A pesar de ser un referente del rock nacional y tener ya varios álbumes de estudio comercializándose, hasta la publicación de este sexto disco en 1996, Extremoduro no había conseguido captar mucha atención por parte de los grandes medios de comunicación y el público más generalista. 
Para la promoción de este disco contaron con la grabación del primer videoclip oficial del grupo, «So payaso», el cual obtuvo al año siguiente el premio al mejor vídeo musical en «la I edición de los Premios de la Música».
El grupo comenzó a presentar los temas del álbum en abril de 1996 en Madrid donde contaron con la colaboración de Iñaki Antón y los miembros de la banda Ratanera. La creciente afinidad entre Roberto Iniesta e Iñaki Antón les hizo planear una gira conjunta de Extremoduro con la banda Platero y Tú que comenzó en el verano de 1996. La gira gozó de una gran acogida dado que actuaban dos bandas que habían alcanzado un notable éxito nacional.
Por otra parte, el proyecto Extrechinato y Tú surgió durante la gira conjunta para promover y homenajear la poesía de un amigo personal de Robe, Manolo Chinato. Fito Cabrales, vocalista de Platero y Tú, se comprometió el último día de la gira a componer canciones para dicho proyecto. Al final de ese mismo año se reunieron para materializar la idea en canciones aunque diversos compromisos les hicieron retrasar la creación de los temas y las sesiones de grabación.
La gira conjunta finalizó el 9 de noviembre, y de ella se grabó el audio de varias actuaciones que fueron publicadas en su primer álbum en directo, Iros todos a tomar por culo; producido por Iñaki Antón —que desde el relanzamiento de Rock transgresivo se había convertido en el productor habitual del grupo— y publicado en abril de 1997. En un principio, la banda se mostraba reticente a publicar álbumes en directo, si bien la publicación del álbum fue motivada por las grabaciones pirata y de mala calidad de sus conciertos que circulaban entre el público. El álbum fue concebido, en un principio, como un primer lanzamiento en directo al que le sucedería otro. Aunque este último nunca llegó a salir a la venta, sí fue emitido por televisión en Canal Satélite Digital. La presentación del álbum se realizó el 17 de abril de dicho año en una rueda de prensa multitudinaria donde se presentó la nueva reestructuración de la banda ante el abandono de Alberto Gil e Iñaki Setién a principios de año. Ahora Iñaki Antón, que ya formaba parte de la banda oficialmente, se quedó con el puesto que dejó vacante el guitarrista Iñaki Setién; mientras que, por otro lado, José Ignacio Cantera se incorporó al grupo para suplir la baja del batería Alberto Gil. La gira de promoción de este álbum en directo arrancó el 2 de mayo de 1997 en el Festimad y fue este cuarteto musical el que acabó la gira el 12 de septiembre de 1997.

#### Asentamiento (1998-2004)

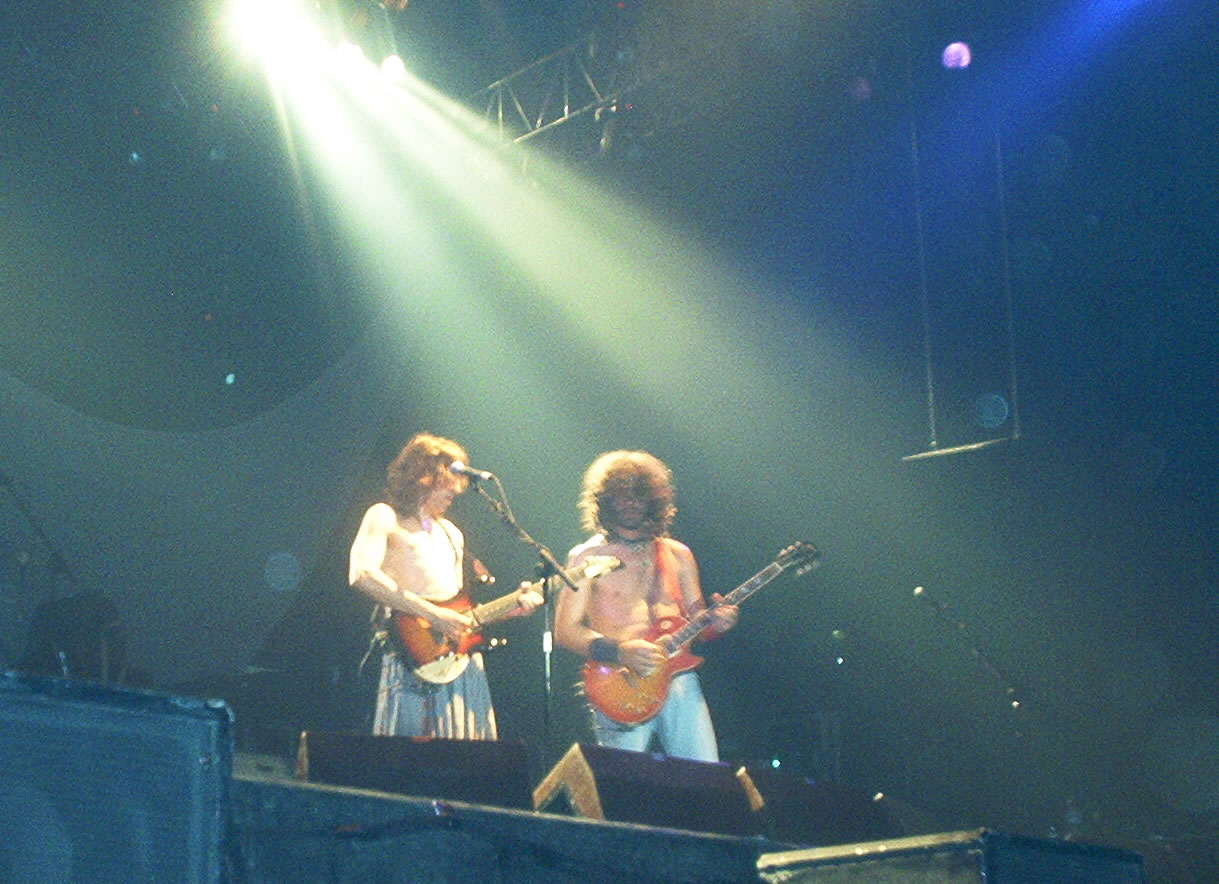
Extremoduro durante un concierto de la gira realizada en 2002.

La ruptura poco amistosa con su antigua discográfica Avispa provocó que esta lanzase varios álbumes no oficiales al mercado, especialmente tras el éxito de Agila, con material que registraron durante el tiempo que estuvo el grupo en sus estudios. En 1998, Robe e Iñaki tuvieron que comprarle personalmente los derechos de esas grabaciones a su antigua discográfica Avispa para que dejaran de distribuir el primer álbum de estudio Tú en tu casa, nosotros en la hoguera además de otros álbumes que vendían sin consentimiento de la banda.
Por otra parte, el bajista Ramón Sogas decidió abandonar la banda para centrarse en su propio grupo, Sinvergüenza. Sin bajista oficial, entraron al estudio entre junio y septiembre para grabar el álbum Canciones prohibidas contando con la ayuda de varios músicos para abarcar la gran diversidad de instrumentación de la obra. Tras presentar el álbum en Madrid, la gira Moñigos, morid arrancó en marzo de 1999 —durante la cual fueron teloneados por la banda Fito & Fitipaldis— contando con el bajista Diego Garay.
Una vez terminada la gira, pudieron ocuparse de otros menesteres como el de acabar el proyecto Extrechinato y Tú cuyo único álbum Poesía básica fue publicado en abril de 2001 y presentado un mes después en la sala de actos de la Fnac de Callao, en Madrid.
Es precisamente en este año cuando Diego Garay abandonó la banda y entonces Miguel Colino fue invitado a formar parte de ella, consolidando así la que sería la formación definitiva. El álbum Yo, minoría absoluta fue grabado entre octubre y enero del año siguiente en el estudio de La Casa de Iñaki.
Este huye de la artificiosidad y los arreglos de manera intencionada volviendo a una propuesta musical más sencilla. La gira «Yo, minoría absoluta» se desarrolló desde junio a noviembre del año 2002 por toda la geografía española para la que contarían, así como en las giras sucesivas, con el guitarrista de apoyo Félix Landa y el teclista Aiert Erkoreka.
Dos años más tarde, se publicaron dos álbumes recopilatorios que la banda venía ideando tiempo atrás que incluyen algunas canciones remasterizadas y otras total o parcialmente regrabadas. El primer volumen, titulado Grandes éxitos y fracasos (Episodio primero), fue puesto a la venta en mayo al tiempo que el videoálbum Gira 2002. Al no tener los arreglos listos de todos los temas, la gira de presentación tuvo que iniciarse antes de la salida del segundo volumen Grandes éxitos y fracasos (Episodio segundo). El primer volumen y el DVD fueron presentados tres días después de su publicación en los locales Ritmo & Compás de Madrid, y la gira de presentación se desarrolló desde el 14 de mayo hasta el 13 de noviembre de 2004. El segundo volumen se publicó dos días después de acabar la gira pudiéndose adquirir por separado, junto al álbum Canciones sin voz o incluido en una caja recopilatoria que aunaba los tres discos y el DVD.

#### Evolución musical (2005-2011)
En 2006, Iñaki y Robe crearon el sello discográfico Muxik ideado para dar a conocer primeros trabajos de bandas que pensaban que merecían ser escuchadas a pesar de la complicada situación que el mercado musical español estaba atravesando en ese momento. Por otro lado, Robe emitió un comunicado en el que confesó sentirse falto de inspiración para componer y tampoco realizaría ninguna gira pues solo lo haría en caso de que se publicara un nuevo álbum. Mientras tanto, bajo el sello Muxik se publicó La inconsciencia de Uoho; un álbum grabado por el grupo Inconscientes, banda paralela de Iñaki formada junto a Miguel y Cantera además del vocalista Jon Calvo.
A principios de mayo de 2008, el tema «Dulce introducción al caos» fue colgado en la página web oficial del grupo —como adelanto del álbum que iba a ser publicado unos pocos meses después—, y el 17 de mayo de 2008 comenzó una nueva gira. Lejos de haber sido una banda reticente a experimentar cambios en su sonido, a partir de este momento la experimentación musical en el estilo de la banda se vería marcado más notoriamente. Al fin, el 9 de septiembre de 2008 se puso a la venta su noveno álbum de estudio, La ley innata. Se trata de un álbum conceptual dividido en seis cortes, dotado de estructuras complejas y una gran diversidad de instrumentación. Tras haber publicado el álbum y conseguir llegar a lo más alto de las listas de venta españolas por primera vez, la gira continuó hasta finalizar el 15 de noviembre de 2008.
Una vez terminada la gira, Robe publicó su primera novela, El viaje íntimo de la locura, el 28 de septiembre de 2009 que había comenzado a escribir en el año 2003 ayudándose de los estudios que realizó en la universidad a distancia.
A principios de 2010, a través de una entrevista, Robe confirmó que preparaba un nuevo trabajo que, en principio, vería la luz en noviembre del mismo año. El álbum se retrasó varios meses, y finalmente se lanzó al mercado el 24 de mayo de 2011. Titulado Material defectuoso, es un trabajo compuesto por seis nuevos temas, entre los que se incluye el sencillo «Tango suicida» que fue colgado en su web oficial como adelanto del álbum. Aunque no se realizó gira, ni sesiones fotográficas, ni entrevistas ni cualquier otro elemento de promoción; se vendieron 12 000 copias la primera semana que se puso a la venta llegando al primer puesto en las listas de venta españolas.

### Últimos años

#### Los conciertos en América (2012-2014)
En abril de 2012, Robe e Iñaki ofrecieron una actuación acústica en el Teatro Filarmónica de Oviedo dentro de la gala «La música alimenta», organizada por la fundación benéfica El Pájaro Azul donde presentaron el tema «El camino de las utopías». Un mes después anunciaron la gira Robando perchas del hotel que, en un principio, recorrería tan solo ocho ciudades de la geografía española a lo que siguió una rueda de preguntas abierta al público que trataba de responder las preguntas más importantes de los seguidores y los medios de comunicación. La intención era terminar un nuevo álbum que se estaba preparando para luego realizar otra gira mucho más extensa. Comenzaron dichas actuaciones en septiembre en las que difundieron el proyecto benéfico «Un lápiz, un dibujo». Ante las numerosas peticiones por parte de aficionados de la banda de otros países, Extremoduro realizó su primera gira por Hispanoamérica en diciembre de 2012. Esta expansión latinoamericana de la gira les llevó a ofrecer actuaciones en Chile, Argentina y Uruguay.
El 23 de mayo de 2013 se publicó la primera biografía autorizada de Extremoduro, de título Extremoduro. De profundis. La historia autorizada, escrita por Javier Menéndez Flores y en la que participaron Roberto Iniesta e Iñaki Antón.

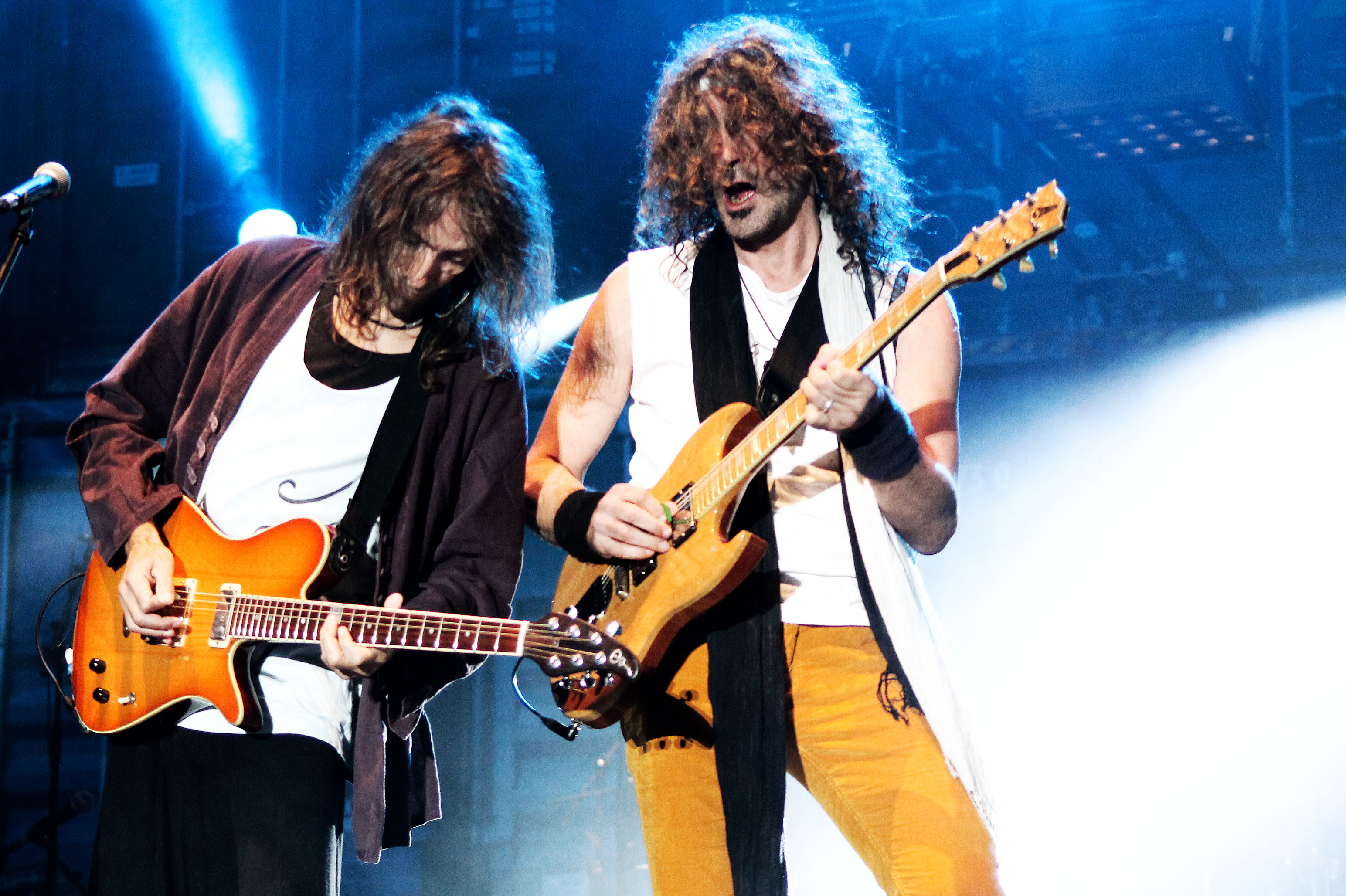
Roberto Iniesta (izquierda) e Iñaki Antón (derecha) actuando durante la Gira 2014.

El undécimo álbum de estudio, titulado Para todos los públicos, se publicó el 8 de noviembre de 2013. La fecha de lanzamiento del álbum estaba prevista para el 19 de noviembre de 2013 pero debido a un robo de varios discos en la cadena de producción tuvo que ser adelantada. A pesar de la filtración del álbum, llegó a alcanzar el número uno en las listas de venta españolas. El autor del robo y la posterior filtración del disco fue detenido por la Guardia Civil en la llamada «Operación Agila», en lo que supuso la primera detención realizada en España por un delito de filtración a la red de material fonográfico-musical. En un comunicado emitido días después, la banda criticó a algunos medios de comunicación y a la propia Guardia Civil por haber dado a entender que la denuncia había partido del propio grupo y atribuyó gran parte de la culpa del desafortunado suceso al fenómeno de las descargas ilegales en internet.
El 12 de marzo de 2014 anunciaron la gira de promoción —que recorrió extensamente toda España— además de informar que Roberto Iniesta publicaría un nuevo álbum independiente de la discografía del grupo tras finalizarla. Al día siguiente, la banda fue galardonada con el premio a la excelencia Picota del Jerte 2014 por su «autenticidad, calidad y excepcionalidad».
Antes de iniciar la gira, la banda aceptó el cargo ofrecido por el político José Antonio Monago de ser embajadora de los productos ecológicos de Extremadura mediante un contrato de patrocinio con la Junta de Extremadura llevando así en los conciertos de la gira la marca de «Organics Extremadura». A punto de acabar las actuaciones programadas en territorio nacional, se confirmaron los conciertos que les llevaron a actuar nuevamente en Latinoamérica, incluyendo los países de Argentina, Uruguay, Chile, Ecuador y Colombia.

#### Separación de la banda (2015-2019)
Tras haberse acabado el contrato discográfico con la multinacional Warner Music; la banda publicó un sencillo bajo su nuevo sello discográfico El Dromedario Records, llamado «Las experiencias de un batracio», que fue grabado en Valladolid durante una actuación de la gira recién terminada. En marzo de 2015 pusieron en marcha una campaña solidaria, regalando trozos del telón que utilizaron durante su última gira a asociaciones benéficas para que organizaran rifas con ellos. Mientras tanto, Iñaki se incorporó como teclista de apoyo para la gira de la banda Ciclonautas tras lo que Robe publicó su primer álbum en solitario, Lo que aletea en nuestras cabezas, en junio de 2015.

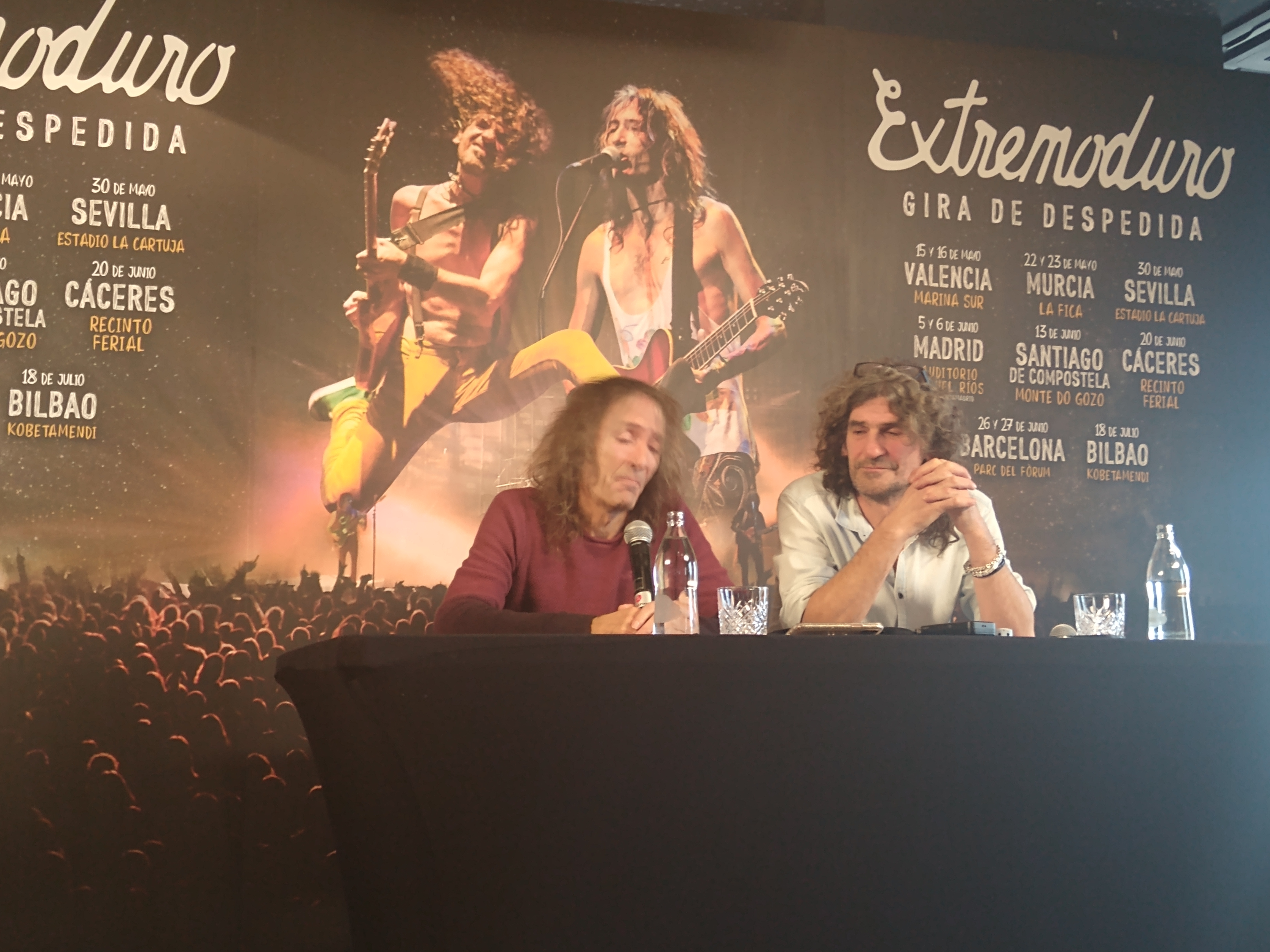
Robe e Iñaki durante la presentación de la gira de despedida, la cual sería finalmente cancelada.

Después de haber afirmado que seguía trabajando en nuevos temas para su carrera en solitario, Robe publicó su segundo trabajo, Destrozares, canciones para el final de los tiempos, el 18 de noviembre de 2016. Mientras tanto, el resto de la banda se dedicó a trabajar en dos nuevos álbumes para la banda Inconscientes; Quimeras y otras realidades, que acabó viendo la luz el 9 de diciembre del mismo año; y No somos viento, lanzándose el 18 de mayo de 2018.
Tras realizar una gira de conciertos e incluso editar grabaciones de las actuaciones de sendos proyectos, Robe admitió que se encontraba en ese momento componiendo y la posibilidad de retomar la actividad de la banda se encontraba aún abierta.
Tras rumorearse una posible vuelta a los escenarios para el año 2020, el 17 de diciembre de 2019, la banda emitió un comunicado oficial confirmando su disolución al considerar que ya no existía la misma compenetración entre sus integrantes. Dos días después, durante una rueda de prensa, pasaron a confirmar por sorpresa una gira de despedida con representaciones entre mayo y julio de 2020 a lo largo del territorio español, en las que se incluirían las ciudades de Murcia, Sevilla, Madrid, Santiago de Compostela, Cáceres, Barcelona y Bilbao. En tan solo 24 horas, se vendieron más de 200 000 entradas marcando un récord de venta de entradas en España de cualquier artista musical, tanto de talla nacional como internacional.
Debido a la pandemia de COVID-19, se emitió un comunicado el 8 de mayo de 2020 indicando que la gira de despedida se aplazaría a otoño de 2020 o, si esto no fuera viable, al año siguiente. Tras reprogramar las fechas de los conciertos que ahora serían realizados entre mayo y julio de 2021; y ante la imposibilidad de cumplir estas fechas, Robe emitió un comunicado en el que no reprogramaría nuevas fechas para el año 2022. En su lugar, publicaría su nuevo álbum en solitario Mayéutica —el cual se trataría de una secuela del álbum La ley innata— y comenzaría a realizar conciertos en solitario ese mismo año en los que se pudieran cumplir las normativas sanitarias impuestas a causa de la pandemia.
El conflicto que se dio entre la promotora de conciertos y en el seno del propio grupo dejó el futuro de la gira de Extremoduro en una incertidumbre que aparentemente se decidiría una vez se derogaran las restricciones sanitarias. El 11 de agosto, durante la presentación de la nueva gira en solitario de Robe, el porvenir de la gira de despedida de Extremoduro seguía sin ser esclarecido.

«Extremoduro se disolvió y aquella gira no pudo ser. Hoy no es el día de hablar de eso.»
Roberto Iniesta, 11 de agosto de 2021.

Finalmente, el 25 de agosto de 2021, Robe confirmó que la productora Live Nation le había comunicado que daba por cancelada la gira de despedida de Extremoduro quedando cerrada así definitivamente la trayectoria de la banda.

## Estilo

### Musical
El estilo musical de Extremoduro, definido por ellos mismos como rock transgresivo, era inicialmente oscuro y denso además de mucho más sucio y agresivo que la mayoría de agrupaciones de hard rock. Esta crudeza les hizo ser señalados, en ocasiones, como un grupo de tendencia musical cercana al punk rock. Probablemente debido a la mezcla de esta crudeza y actitud propia del punk con las influencias musicales provenientes de bandas de hard rock de los setenta, se les suele encasillar en la corriente musical del rock urbano aunque Robe nunca se sintió identificado con dicha etiqueta.
Catalogados en alguna ocasión de una apuesta musical cuasi heavy metal, su rango de influencias abarca desde la canción de autor o el rock progresivo de dotes orquestales propios del rock sinfónico hasta escarceos con estilos tan diversos como el blues, el lounge jazz, el funk, el rock andaluz o el flamenco.

«¿Heavy, rock duro, rock blando, thrash metal o lo que sea? Para eso ya están los críticos, que son muy listos, para poner nombre a todo.»
Robe para la videorevista El Diablo del Rocanrol editada por Preset en 1991.

Proceso creativo
Para la elaboración de los temas Robe componía solo aunque se reunía con sus compañeros de banda de vez en cuando. Lejos de ser un compositor metódico, tiene distribuidas varias guitarras por toda su casa por si le llega la inspiración en cualquier momento. Así, creaba las letras que iban unidas a una melodía y dicha base era trabajada por él mismo y, desde su incorporación a la banda, por Iñaki para terminar de darle forma.
En 1996, Robe declaró que siempre había dirigido a la banda de manera unilateral como si de un artista en solitario se tratara.

«Extremoduro nunca han sido un grupo, tiene nombre de grupo, pero no es un grupo. Extremoduro soy yo y con los que me junto, un cantautor que canta sus canciones. En cada momento diferente busca gente diferente.»
Roberto Iniesta en 1996.

Roberto Iniesta escuchó diversos artistas durante su adolescencia y temprana juventud que pudieron haberle influenciado en su manera de componer. En pleno auge de la primera ola del punk se publicaron Never Mind the Bollocks, Here's the Sex Pistols de Sex Pistols y London Calling de The Clash, que pretendían ir más allá de las melodías impregnándolas con un mensaje dirigido al público. Sin embargo, en el terreno musical, AC/DC pudo desempeñar un papel mucho más predominante. En el ámbito nacional, artistas como Veneno o Raimundo Amador, así como las bandas pioneras del rock urbano —principalmente Leño— muestran gran importancia en el desarrollo de los temas de Extremoduro. El interés por bandas de hard rock internacionales como Led Zeppelin, Deep Purple y sobre todo ZZ Top, enfrentado al flamenco de Lole y Manuel o Camarón de la Isla, creó una serie de influencias musicales que fueron concretando la base sobre la que Robe crearía su propio estilo.
Por otro lado, Iñaki comenzó a intervenir en la composición de las melodías a partir del álbum Canciones prohibidas. Sus intereses por los artistas nacionales son muy semejantes a los de Iniesta, destacando a grupos como Barón Rojo o los ya mencionados Leño. En su vertiente internacional también comparte el interés por Led Zeppelin, Deep Purple y ZZ Top aunque difiere en algunos como Status Quo o Pink Floyd.
A pesar de todo, en una entrevista en 2014 para la radio española Rock FM, a Robe se le preguntó por las influencias que se le habían acreditado en la biografía oficial del grupo, a lo que respondió con poco entusiasmo que no se trataban de unas influencias formales. Matizó que no se trataba de una cuestión de pudor al admitir los gustos musicales de su juventud sino que al haber pasado tanto tiempo no lo sentía con el mismo fervor. Declaró que en aquel momento escuchaba poca música porque le hacía perder el hilo de sus propias composiciones.

### Letrístico
La temática del grupo suele recurrir al amor como aspiración de felicidad, el sufrimiento que puede llegar a producir y las drogas que ayudan a evadir la dura realidad. Sus inicios vinieron marcados por un lenguaje directo y, en algunas ocasiones, soez; acomodándose a canciones que tratan el marginalismo, los impulsos que produce la soledad, el amor desde una perspectiva sexual y otros temas que se alejan de las convenciones sociales. La pretensión de que el lenguaje obsceno se adapte de una manera natural a la lírica, lo haría creando una simbiosis con el lenguaje poético y metafórico; pudiéndose encontrar versos que, a menudo, suelen cargarse de surrealismo e ironía ya que Robe confesó gustarle crear letras abstractas que dejen volar la imaginación. De hecho, es recurrente encontrar versos de diversos poetas —reconocidos o no— repartidos por el cancionero de la banda. Uno de los aspectos más destacables y curiosos es el uso intencionado de solecismos y ciertos rasgos dialectales en su obra.

«Bueno, yo me reivindico más como poeta porque lo que más quiero ser es poeta. Hacer una música, bueno, sí, está bien, pero hacer una letra para mí es mucho más difícil, es donde está una canción. (...) Si algo tiene que ser más importante, para mí siempre ha sido la letra. Puedo tener muchas músicas por ahí pero que no son canciones hasta que no tengo una letra. Cuando tengo una letra estoy más cerca de tener una canción.»
Roberto Iniesta para la revista Rolling Stone en 2004.

Y es que precisamente el letrista del grupo Roberto Iniesta, en algunas de sus declaraciones, se ha definido como poeta aunque siempre concibiendo sus textos adheridos a alguna melodía. Destacable es el hecho de que a través del paso de los años se diera un cambio gradual hacia un lenguaje más poético en detrimento de la temática de carácter sórdido. La lírica está influenciada por sus propias vivencias; de hecho, la gran mayoría de sus letras están escritas en primera persona e incluso en alguna canción tiene algún componente autobiográfico explícito.

## Legado
Diversos artistas y agrupaciones posteriores —que interpretan estilos muy dispares entre sí—  les han nombrado entre sus influencias; de las cuales podemos nombrar a algunas como Marea, La Vela Puerca, Poncho K, Estopa, Carlos Escobedo, La Cabra Mecánica, Pereza, La Bien Querida o Melendi, entre otros.
Además de todos los artistas que los han citado como fuente de inspiración, varios artistas reconocidos tales como Ariel Rot, Albert Pla, Andrés Calamaro, Fito Cabrales o Enrique Bunbury han alabado públicamente la obra del grupo.

«(...) ante el maestro mostrar admiración, respeto y silencio. Y recordad: Robe es Robe, y tú, no.»
Enrique Bunbury para la revista Rolling Stone en 2011.

En 2012, la revista Rolling Stone calificó a Extremoduro como la sexta mejor banda de la historia del rock español. En cambio, la lista del REIS realizada en 2014 los relega al puesto #33 entre los mejores músicos del país, basada exclusivamente en las listas de los mejores álbumes y canciones españolas confeccionadas por Rolling Stone, Efe Eme y Rockdelux.
Además fueron incluidos en la lista de «Los 25 grupos españoles más grandes» publicada en 2004 por El País. De igual manera fueron seleccionados junto a más de un centenar de bandas clave sobre rock hispano en el libro de Rock en español. La guía definitiva: un mapa frenético y las bandas fundamentales (2020).

El álbum Agila apareció en la lista elaborada por la revista estadounidense Al borde de los 250 mejores álbumes del rock iberoamericano en 2006. Asimismo fue incluido en la lista de los mejores álbumes españoles elaborada por Rolling Stone en 2009, entre los 20 mejores discos del rock español por Esquire en 2022 y en la que confeccionó la revista Efe Eme en 2003 donde apareció junto al álbum Deltoya. El tema «So payaso» ha aparecido entre las mejores canciones del rock iberoamericano de la lista de Al borde, y también en la lista nacional elaborada por la revista Rolling Stone junto al tema «Jesucristo García» en 2006.
Agila también ha sido listado en los libros introductorios a la música popular española de 201 discos para engancharse al pop/rock español (2006) y Los discos esenciales del pop español (2010).
Controversia
Dada la temática y el tono habituales de las letras de Extremoduro, han visto sus canciones censuradas en distintos medios y sus actuaciones vetadas por distintos ayuntamientos. La relación de Robe con su región no era especialmente cercana. Ya en la maqueta aparecía todo un antihimno, «Extremaydura», que critica las escasas oportunidades y expectativas de futuro de los que habitaban esa tierra así como la ruralidad y el abandono que sufría. En un acto promocional organizado por la Cadena SER se les negó una actuación que ya tenían programada cuando el grupo aún estaba dando sus primeros pasos en la región. Es especialmente destacable el caso de Plasencia, ciudad natal de Robe en la que el grupo se formó, donde la banda fue vetada por el alcalde José Luis Díaz. La indignación de Robe por esto, le llevó a escribirle una carta recriminándole la censura aplicada. Esto les condicionó a no ofrecer ningún concierto en Plasencia hasta cumplir los trece años desde su última actuación allí. Estas tensiones se fueron mitigando tras volver a actuar en la ciudad, además de recibir distintos reconocimientos de la comunidad como el Premio Picota del Jerte a la banda o la Medalla de Extremadura concedida a Roberto Iniesta.
También puede destacarse la postura de la banda respecto a la piratería y las bandas tributo, señalando las dificultades que estos dos factores suponen para las bandas que están comenzando. Además, han llevado a cabo acciones polémicas como las declaraciones que realizaron tras la filtración a la red de su álbum Para todos los públicos o el hecho de detener una actuación de la gira realizada en 2008 porque había gente viendo el concierto desde fuera del recinto, que al considerarlo injusto para el público asistente que había pagado su entrada, decidieron continuarlo una vez fuera desalojada.
La truncada gira de despedida de Extremoduro tampoco estuvo exenta de polémica. Debido a dos aplazamientos y ante la inseguridad de no poder cumplir con la realización de los conciertos en 2022, Robe emitió un comunicado unilateral en el que manifestó su intención de realizar conciertos con su banda en solitario que estuvieran adaptados a las por entonces vigentes normativas sanitarias durante la pandemia de COVID-19. Al mismo tiempo dejaba entrever la posibilidad de que la gira de Extremoduro no se llegara a realizar en un futuro incluso una vez que se derogaran las restricciones sanitarias. Iñaki por su parte se desmarcó de estas declaraciones alegando que su intención siempre fue la de llevar a cabo la gira de despedida. Por otro lado, la promotora Live Nation ya tenía concertadas las fechas para las actuaciones en 2022.
Robe emitió un nuevo comunicado en el que criticaba que diversos medios de comunicación dieran a entender que la realización de la gira de despedida estuviera en sus manos, alegando que no había ninguna certeza de que se pudiera realizar en 2022 e incluso iba en contra de la opinión de muchos expertos. En el mismo anunciaba que la promotora había abierto un plazo de devolución de entradas y desalentaba a los seguidores a conservarlas, ya que la gira podría reprogramarse y los seguidores volver a comprar las entradas cuando acabara la pandemia; en el caso de que consideraran seguir adelante con la gira de despedida.
En la presentación de su gira en solitario el 11 de agosto de 2021, omitió hablar sobre los detalles que concernían a la gira de despedida de Extremoduro pero se refirió a ella como anulada y a la banda como disuelta. El 25 de agosto de 2021 emitió un último comunicado al respecto en el que confirmaba que hacía un mes que la promotora le comunicó por burofax que daban por extinguido el contrato de la gira. A su vez, manifestó que le preocupaba el hecho de que la promotora no haya hecho aún pública la cancelación de la gira y la consiguiente devolución de la totalidad de entradas. La promotora anunció un plazo de devolución de entradas y cargó contra el cantante de la banda por sembrar dudas cuando él tampoco se había apresurado a devolver el dinero anticipado; aunque, por otro lado, Facua publicó que emprendería acciones contra la promotora por establecer un plazo demasiado breve. Live Nation le interpuso una demanda a Robe reclamándole tres millones de euros por daños y perjuicios debido a las declaraciones públicas que había hecho; según el propio Robe, por catalogarlos de «zoquetes». Finalmente la sentencia judicial se resolvió en favor de Robe, dictaminando que no procedía ninguna indemnización.

## Componentes
- Roberto Iniesta – Voz y guitarra (1987-2019)
- Kaíto – Bajo (1987-1988)
- William – Batería (1987-1988)[n. 1]
- Gonzalo «Salo» Muñoz – Bajo (1988-1990) y guitarra (1990-1993)
- Luis Iglesias «von Fanta» – Batería (1988-1992)
- Carlos Jiménez el Sucio – Bajo (1990-1993)
- Jorge Pérez el Moja – Batería (1992-1994)
- Ramón «Mon» Sogas – Bajo (1993-1998)
- Miguel Ferreras – Bajo (1993-1994)
- Eugenio «Uge» Ortiz – Guitarra (1993-1994)
- Iñaki Setién «Milindris» – Guitarra (1994-1997)
- Alberto Gil «Capi» – Batería (1994-1997)
- Iñaki Antón «Uoho» – Guitarra (1996-2019)
- José Ignacio Cantera – Batería (1997-2019)
- Diego Garay – Bajo (1999-2001)
- Miguel Colino – Bajo (2001-2019)

## Discografía
Álbumes de estudio
- Rock transgresivo (1989)[n. 6]
- Somos unos animales (1991)
- Deltoya (1992)
- ¿Dónde están mis amigos? (1993)
- Pedrá (1995)
- Agila (1996)
- Canciones prohibidas (1998)
- Yo, minoría absoluta (2002)
- La ley innata (2008)
- Material defectuoso (2011)
- Para todos los públicos (2013)

Álbumes en directo
- Iros todos a tomar por culo (1997)

Álbumes recopilatorios (regrabaciones)
- Grandes éxitos y fracasos (Episodio primero) (2004)
- Grandes éxitos y fracasos (Episodio segundo) (2004)

Videoálbumes
- Gira 2002 (2004)

## Premios y nominaciones
| Año  | Resultado | Categoría               | Premio                                |
| ---- | --------- | ----------------------- | ------------------------------------- |
| 1997 | Ganador   | Mejor vídeo musical     | Premios de la Música                  |
| 1997 | Nominado  | Mejor grupo español     | Premios Amigo                         |
| 2003 | Nominado  | Mejor álbum de rock     | Premios de la Música                  |
| 2009 | Nominado  | Mejor álbum de rock     | Premios de la Música                  |
| 2009 | Ganador   | Mejor grupo             | Premios Sonora de la Música Extremeña |
| 2009 | Ganador   | Mejor álbum             | Premios Sonora de la Música Extremeña |
| 2014 | Ganador   | Mejor embajador musical | Premios Sonora de la Música Extremeña |